# Veniano
Veniano là một đô thị ở tỉnh Como trong vùng Lombardia, có cự ly khoảng 30 km về phía tây bắc của Milan và khoảng 14 km về phía tây nam của Como. Tại thời điểm ngày 31 tháng 12 năm 2004, đô thị này có dân số 2.454 người và diện tích là 3,2 km².
Veniano giáp các đô thị: Appiano Gentile, Fenegrò, Guanzate, Lurago Marinone.